# Tête de Vautisse
Tête de Vautisse – szczyt w Alpach Delfinackich, części Alp Zachodnich. Leży w południowo-wschodniej Francji w regionie Prowansja-Alpy-Lazurowe Wybrzeże, przy granicy z Włochami. Należy do Parku Narodowego Écrins.